# Vettoni

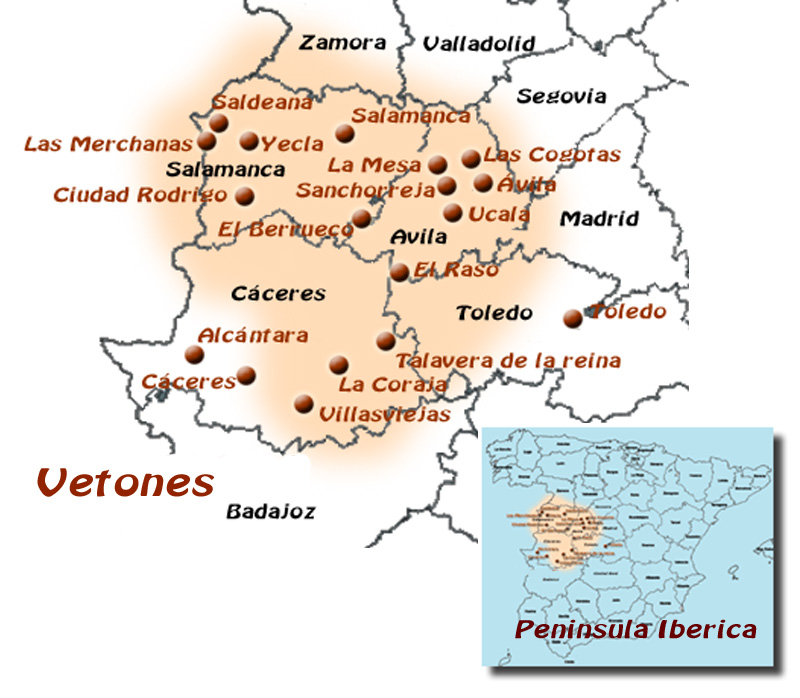
Mappa dell'ubicazione dei Vettoni, era in parecchie province della Spagna e confina con il Portogallo.

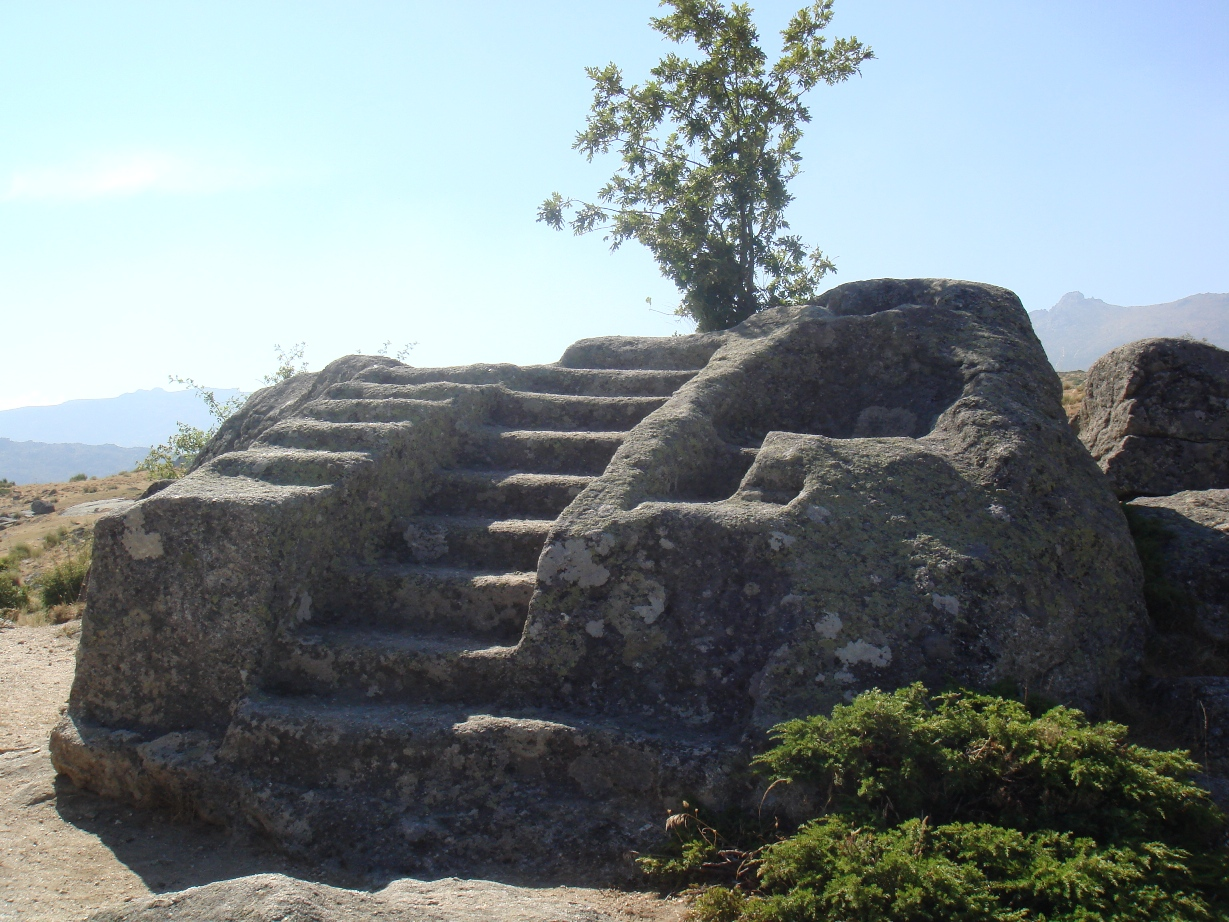
Altare sacrificale di Ulacaad Ávila (Castiglia e León, Spagna).

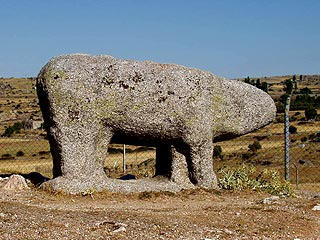
Verraco vettoniano a Mingorría (Castiglia e León, Spagna).

I Vettoni (greco: Ouettones; latino: Vettones) erano uno dei popoli celtici pre-romani della Penisola Iberica (la Hispania romana, moderne Spagna e Portogallo).

## Origini
I Vettoni erano apparentemente un gruppo di tribù di origine ispano-celtica occidentale e celtiberica organizzate a partire dal III secolo a.C. in una confederazione tribale di forza indeterminata. Anche se i nomi delle loro tribù sono oscuri, lo studio delle evidenze epigrafiche locali ha fatto qui un po' di luce, consentendo l'identificazione positiva dei Calontienses, dei Coerenses, dei Caluri e dei Bletonesii, ma gli altri rimangono sconosciuti.

## Cultura
Popolo prevalentemente dedito all'allevamento di bestiame che praticava la transumanza, l'archeologia li ha identificati con la seconda cultura locale ‘Cogotas II’ dell'età del ferro, nota anche come ‘Cultura dei Verracos’ (verracos de piedra), che prende il nome dalle rozze sculture di granito che rappresentano maiali, cinghiali e tori che ancora costellano la loro antica regione. Queste sono oggi uno dei loro retaggi più duraturi, l'altro essendo probabilmente il gioco della calva, che risale al tempo della loro influenza. I siti e i rispettivi cimiteri dell'età del ferro di Cogotas, La Osera, El Raso de Candelada, La Mesa de Miranda e Alcántara hanno fornito abbastanza elementi – armi, scudi, fibule, fibbie di cinture, calderoni di bronzo, ceramiche campane e greche – che attestano gli intensi contatti con i Pelendoni della Meseta orientale, con il Sud iberico e il Mediterraneo.

## Ubicazione
I Vettoni vivevano nella parte nordoccidentale della Meseta – l'altopiano centrale della Penisola Iberica –, la regione dove sono oggi le moderne province spagnole di Ávila e Salamanca, nonché in parti delle province di Zamora, Toledo, Cáceres e anche nelle aree di confine orientali del moderno territorio portoghese. La loro capitale, che le fonti antiche hanno misteriosamente omesso di menzionare, non è ancora stata trovata benché altre città menzionate da Tolomeo siano state localizzate, come Capara (Vendas de Cápara), Obila (Avila), Mirobriga (Ciudad Rodrigo), Turgalium (Trujillo - Cáceres), Alea (Alía - Caceres) e probabilmente Bletisa/Bletisama (Ledesma - Salamanca). Altre probabili città vettoniane erano Tamusia (Villasviejas de Tamuja, vicino a Botija - Caceres; nome degli abitanti: Tamusiensi), Ocelon/Ocelum (Castelo Branco), Cottaeobriga (Almeida) e Lancia (Serra d’Opa).

## Storia
Tradizionali alleati dei Lusitani, i Vettoni aiutarono questi ultimi nella loro lotta contro l'avanzata dei Cartaginesi guidati da Asdrubale il Bello e da Annibale alla fine del III secolo a.C. Dapprima posti sotto la sovranità nominale dei Punici al tempo della Seconda guerra punica, i Vettoni si liberarono dal loro giogo subito dopo il 206 a.C. Alla Guerra di Lusitania del II secolo a.C. si unirono ancora una volta ai Lusitani nei loro attacchi contro la Betica, la Carpetania, il Cinetico e nella fallita incursione contro la città nordafricana di Ocilis (moderna Assilah, Marocco) nel 153 a.C. Sebbene incorporati intorno al 134-133 a.C. nella Hispania Ulterior, i Vettoni continuarono a saccheggiare le regioni più romanizzate più a sud e durante le Guerre civili romane all'inizio del I secolo a.C., fornirono addirittura truppe ausiliarie all'esercito di Sertorio nel 77-76 a.C. Schiacciati dal propraetor Giulio Cesare nel 61 a.C., si levarono in seguito a sostegno della fazione pompeiana e combatterono nella battaglia di Munda (Montilla – Cordova) nella Betica. I Romani cominciarono prontamente a fondare colonie militari a Kaisarobriga o Caesarobriga (Talavera de la Reina – Toledo) e a Norba Caesarina (vicino a Cáceres), e intorno al 27-13 a.C. i Vettoni furono aggregati alla provincia romana, recentemente creata, della Lusitania la cui capitale fu posta a Emerita Augusta (Cáceres).

## Omonimia
I Vettoni spagnoli non devono essere confusi con i Vettonenses, abitanti di Vettona (odierna Bettona) in Umbria.